# Kanton Le Diamant

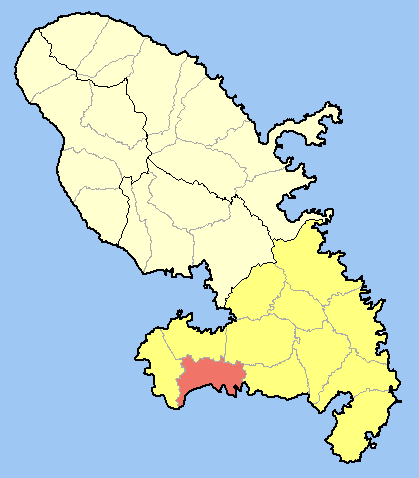
Lage des Kantons Le Diamant im Arrondissement Le Marin und im Übersee-Département Martinique

Der Kanton Le Diamant war ein Kanton im französischen Übersee-Département Martinique im Arrondissement Le Marin. Er umfasste die Gemeinde Le Diamant.
Vertreter im Generalrat des Départements war seit 2008 Gilbert Eustache.